# Радіоцентра-9
Ра́діоце́нтра-9 (рос. Радиоцентра-9) — селище у складі Богородського міського округу Московської області, Росія.

## Населення
Населення — 455 осіб (2010; 461 у 2002).
Національний склад (станом на 2002 рік):
- росіяни — 97 %